# Княжна из хрущёвки
«Княжна из хрущёвки» — второй студийный альбом российской рейв-певицы Dead Blonde, выпущенный 2 июля 2021 года вне лейбла. Все песни спродюсированы Давидом GSPD.

## Отзывы
The Flow говорит, что релиз похож на прогулку по парку России 1990-х, разместив альбом на 19 позицию в «Топ-50 отечественных альбомов 2021». Ульяна Суворова из VSRAP говорит, что весь альбом «пронизан» русским настроением. Критик Алексей Мажаев из InterMedia выставил альбому оценку в 8,5 звёзд из 10. MTV назвал альбом «очередными плясками на руинах девяностых».

## Описание композиций
Альбом состоит из 10 песен:
- «Бесприданница» — второй сингл с альбома, ставший популярным благодаря TikTok, выпущенный 30 апреля 2021 года[10].
- «Девочка беда» — песня про «любовь к девочке из Тату»[12].
- «Саша Белый» — песня, в которой Арина «признаётся в любви» Саше Белому из многосерийного фильма «Бригада»[3][8].
- «Государственная служба пропаганды дискотек» — песня, название которой является отсылкой на проект GSPD, при участии которого песня и была записана.
- «Ах, Россия-матушка!» — в этой песне Dead Blonde снова «признаётся в любви», но уже к «России-матушке»[13].
- «Я смотрю MTV» — песня, которую Арина называла «треком про продюсера»[14].
- «Песня про магазин» — песня, которую артистка называла «грустной песней про продавщиц из круглосуточного магазина»[15].
- «4 шота» — песня, сделанная в жанре тектоник[16].
- «Voulez-vous coucher» (с фр. — «Вы хотите переспать?») — песня, смысл которой в том, что героиня не может просто так «отпустить» главного героя[17].
- «Между панельных домов» — первый сингл с альбома, вышедший 25 сентября 2020 года.

## Список композиций
Адаптировано под Apple Music.
| №   | Название                                                        | Длительность |
| --- | --------------------------------------------------------------- | ------------ |
| 1.  | «Бесприданница»                                                 | 3:00         |
| 2.  | «Девочка беда»                                                  | 3:12         |
| 3.  | «Саша Белый»                                                    | 2:55         |
| 4.  | «Государственная служба пропаганды дискотек» (при участии GSPD) | 3:39         |
| 5.  | «Ах, Россия-матушка!»                                           | 3:10         |
| 6.  | «Я смотрю MTV»                                                  | 2:38         |
| 7.  | «Песня про магазин»                                             | 3:48         |
| 8.  | «4 шота»                                                        | 3:02         |
| 9.  | «Voulez-vous coucher»                                           | 3:13         |
| 10. | «Между панельных домов»                                         | 2:56         |

## Участники записи
Адаптировано под Genius.
- DEAD BLONDE — основной исполнитель, автор песен
- GSPD — приглашённый исполнитель, продюсер
- spbwaves — микширование, мастеринг

## Чарты

### Альбом
| Чарт (2021)              | Высшая позиция |
| ------------------------ | -------------- |
| Беларусь (Apple Music)   | 69             |
| Казахстан (Apple Music)  | 126            |
| Кыргызстан (Apple Music) | 109            |
| Латвия (Apple Music)     | 6              |
| Литва (Apple Music)      | 70             |
| Молдова (Apple Music)    | 62             |
| Россия (Apple Music)     | 11             |
| Россия (iTunes)          | 37             |
| Украина (Apple Music)    | 8              |
| Финляндия (Apple Music)  | 468            |
| Эстония (Apple Music)    | 11             |

### Песни с альбома[a]
| Песня                 | Чарт (2021)          | Высшая позиция |
| --------------------- | -------------------- | -------------- |
| «Ах, Россия-матушка!» | Россия (Apple Music) | 329            |
| «Ах, Россия-матушка!» | Россия (Spotify)     | 1              |

### Комментарии
1. ↑  Не синглы.